# Bechet
Bechet es una ciudad con estatus de oraș rumana perteneciente al județ de Dolj.
En 2002 tenía una población de 3864 habitantes, de los cuales 3675 eran rumanos, 187 gitanos y 2 magiares.
Se ubica unos 50 km al sur de Craiova, en la frontera con Bulgaria que marca el río Danubio. Dicho río separa a Bechet de la vecina ciudad búlgara de Oriajovo, con la cual está conectada por transbordador por no haber puente.
Cerca de la localidad se ubica la desembocadura del río Jiu.